# جنگل‌های سیرا مادره دل سور کاج
جنگل‌های سیرا مادره دل سور کاج (به اسپانیایی: Sierra Madre del Sur pine–oak forests) یک جنگل و منطقهٔ مسکونی در مکزیک است.